# Metodo di Alsterberg
Il metodo di Alsterberg è una variante del metodo di Winkler per la determinazione dell'ossigeno disciolto in acqua, applicabile in presenza di nitriti o di composti organici. Il campo di applicabilità è al di sopra di 0,1 mg/L di nitriti e al di sotto di 0,1 mg/L di ferro(II).
Il metodo presenta delle differenze a seconda del tipo di iterferente presente nella matrice.

## Variante per i nitriti
Nel primo passaggio della reazione, al posto dell'NaOH, impiegato nel metodo di Winkler, si usa una soluzione alcalina di KI e NaN3.
Nel secondo passaggio non si usa l'NaI, ma solo l'H2SO4.
Nel caso il campione contenga del ferro(III), prima di acidificare si aggiunge KF.

## Variante per i composti organici
In questo caso l'unica modifica al metodo è l'impiego di una soluzione alcalina di KI e NaN3 più concentrata.